# Daniel Ramírez
Roberto Daniel Ramírez Monroy (ur. 18 czerwca 1993 w mieście Meksyk) – meksykański piłkarz występujący na pozycji napastnika.

## Kariera klubowa
Ramírez pochodzi ze stołecznego miasta Meksyk i jest wychowankiem akademii juniorskiej tamtejszego klubu Pumas UNAM. Do pierwszej drużyny został włączony jako dziewiętnastolatek przez szkoleniowca Joaquína del Olmo i pierwszy mecz rozegrał w niej w lipcu 2012 z Celayą (0:0) w ramach krajowego pucharu (Copa MX). W Liga MX zadebiutował jednak dopiero ponad rok później za kadencji trenera Antonio Torresa Servína, 31 lipca 2013 w zremisowanym 0:0 spotkaniu z Tolucą. Premierowego gola w najwyższej klasie rozgrywkowej strzelił natomiast 10 listopada tego samego roku w zremisowanej 2:2 konfrontacji z Cruz Azul. Nie potrafiąc wywalczyć sobie miejsca w składzie Pumas, w lipcu 2015 przeszedł do drugoligowego Deportivo Tepic.
| Sezon     | Klub            | Kraj   | Rozgrywki  | Mecze | Bramki |
| --------- | --------------- | ------ | ---------- | ----- | ------ |
| 2012/2013 | Pumas UNAM      | Meksyk | Liga MX    | 0     | 0      |
| 2013/2014 | Pumas UNAM      | Meksyk | Liga MX    | 18    | 4      |
| 2014/2015 | Pumas UNAM      | Meksyk | Liga MX    | 9     | 0      |
| 2015/2016 | Deportivo Tepic | Meksyk | Ascenso MX |       |        |